# Gare de Penthièvre
La gare de Penthièvre est une gare ferroviaire française de la ligne d'Auray à Quiberon, située sur le territoire de la commune de Saint-Pierre-Quiberon, dans le département du Morbihan en région Bretagne.
C'est un simple point d'arrêt lorsqu'il est mis en service en 1909 par la Compagnie du chemin de fer de Paris à Orléans (PO).
C'est une halte voyageurs de la Société nationale des chemins de fer français (SNCF) desservie, uniquement pendant la saison d'été, par le « Tire-Bouchon » qui est un train TER Bretagne.

## Situation ferroviaire
Établie à 8 mètres d'altitude, la gare de Penthièvre est située au point kilométrique (PK) 603,679 de la ligne d'Auray à Quiberon, entre les haltes des Sables-Blancs et de l'Isthme.
Située sur une ligne à voie unique elle dispose d'un quai accessible à partir du chemin traversant la voie à niveau (voir photo).

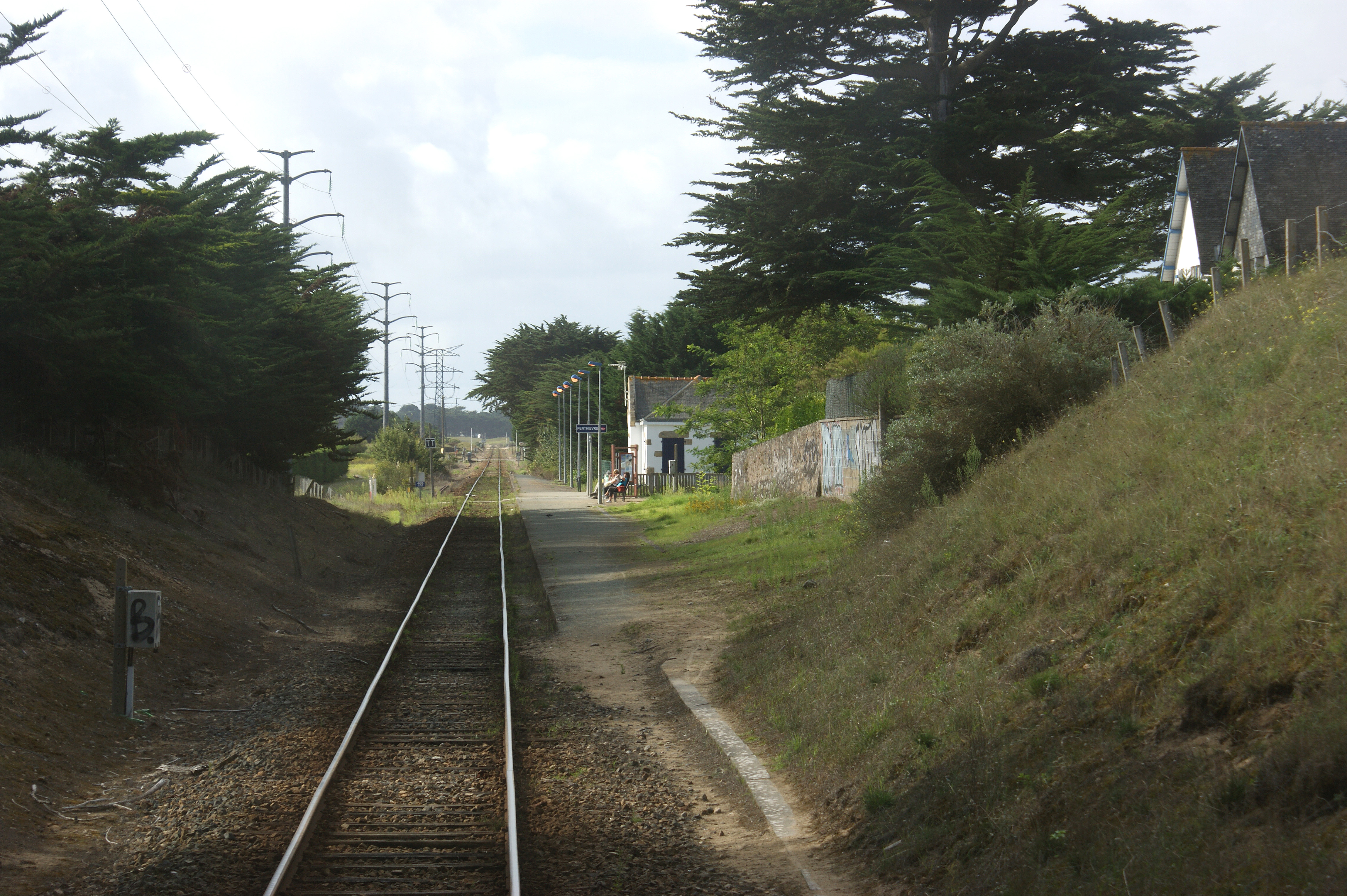
Voie et quai de la halte vus du Tire-bouchon.

## Histoire
Il n'y a pas de station à Penthièvre le 24 juillet 1882, quand la Compagnie du chemin de fer de Paris à Orléans (PO) ouvre à l'exploitation la ligne d'Auray à Quiberon, embranchement de sa ligne de Savenay à Landerneau.
En 1909, l'arrêt de Penthièvre apparait pour la première fois dans le tableau des « recettes au départ » des gares et stations de la compagnie du PO situées dans le département du Morbihan. Sa recette annuelle est de 13 francs, ce qui la situe à la 28e place sur 28. Le même tableau pour l'année 1912 comptabilise 421 francs, ce qui la situe à la 30e place sur les 30 gares ou stations.
En 1916, des travaux sont entrepris pour transformer l'arrêt de Penthièvre en une halte ouverte aux colis postaux, en application de la décision ministérielle du 22 juillet 1914.
En 1927, le point d'arrêt devient une station avec la construction d'un bâtiment pour les voyageurs.

## Service des voyageurs

### Accueil
Halte SNCF, c'est un point d'arrêt non géré (PANG) à entrée libre

### Desserte
Penthièvre est desservie par le « Tire-Bouchon » pendant la période estivale, à raison de plusieurs trains par jour pendant les mois de juillet et août et quelques week-ends en juin et septembre.

### Intermodalité
Un parking est aménagé à proximité. Les plages sont à moins de 300 mètres de la halte.

## Patrimoine ferroviaire
L'ancien bâtiment de la fin des années 1920 est devenu une habitation privée.

## Galerie de photographies

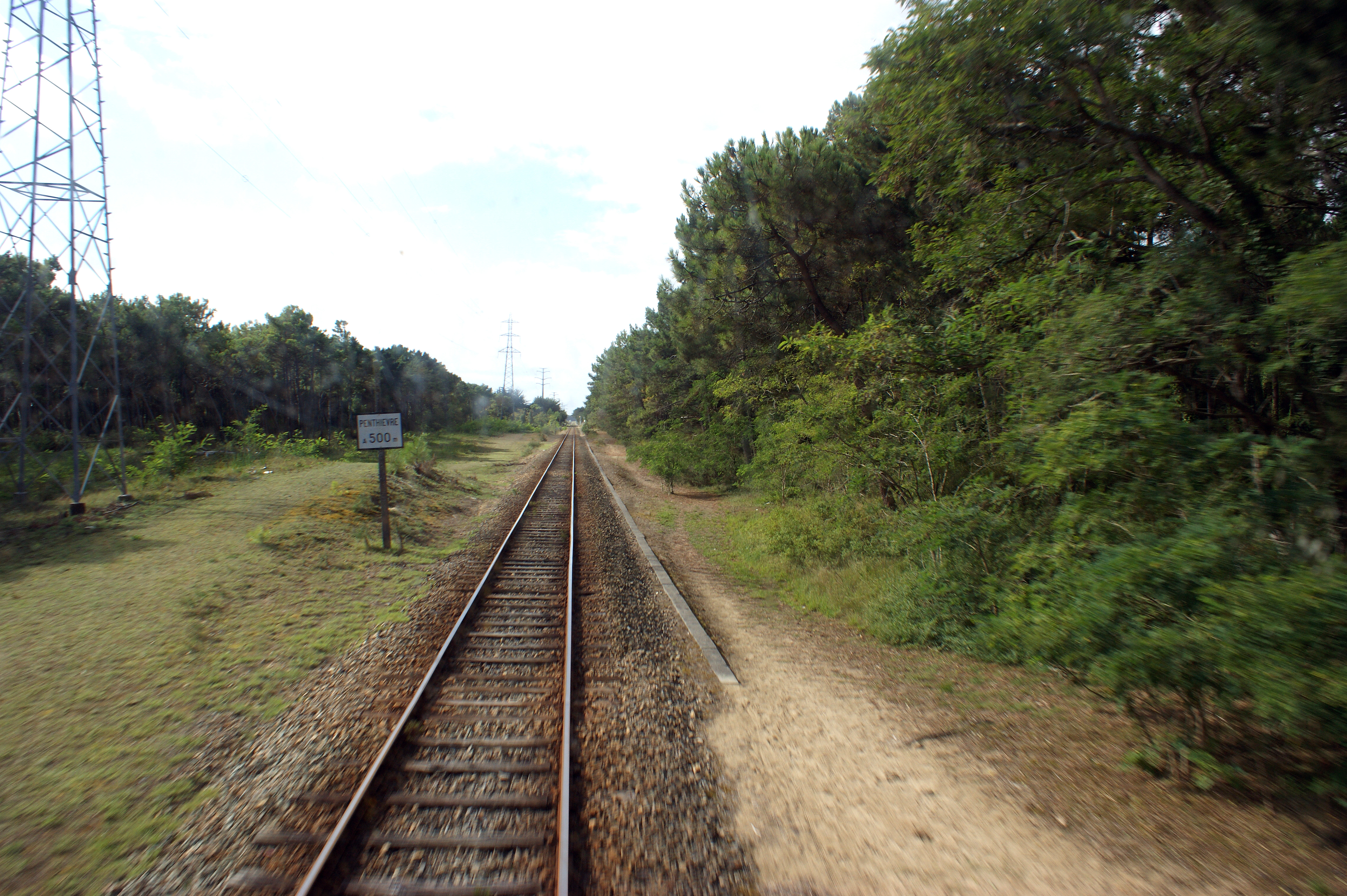
Penthièvre à 500 mètres.
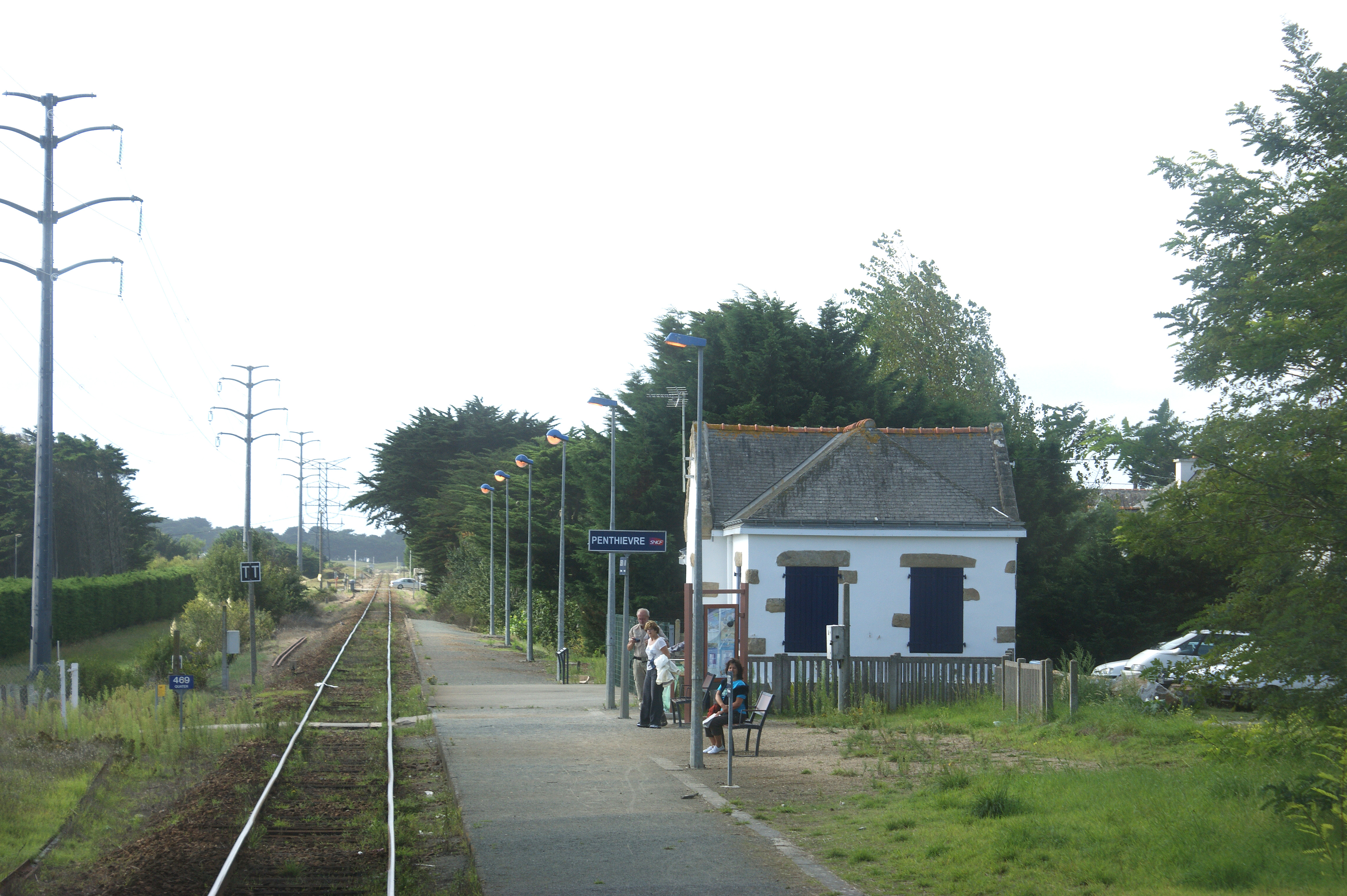
Vu du Tire-bouchon.
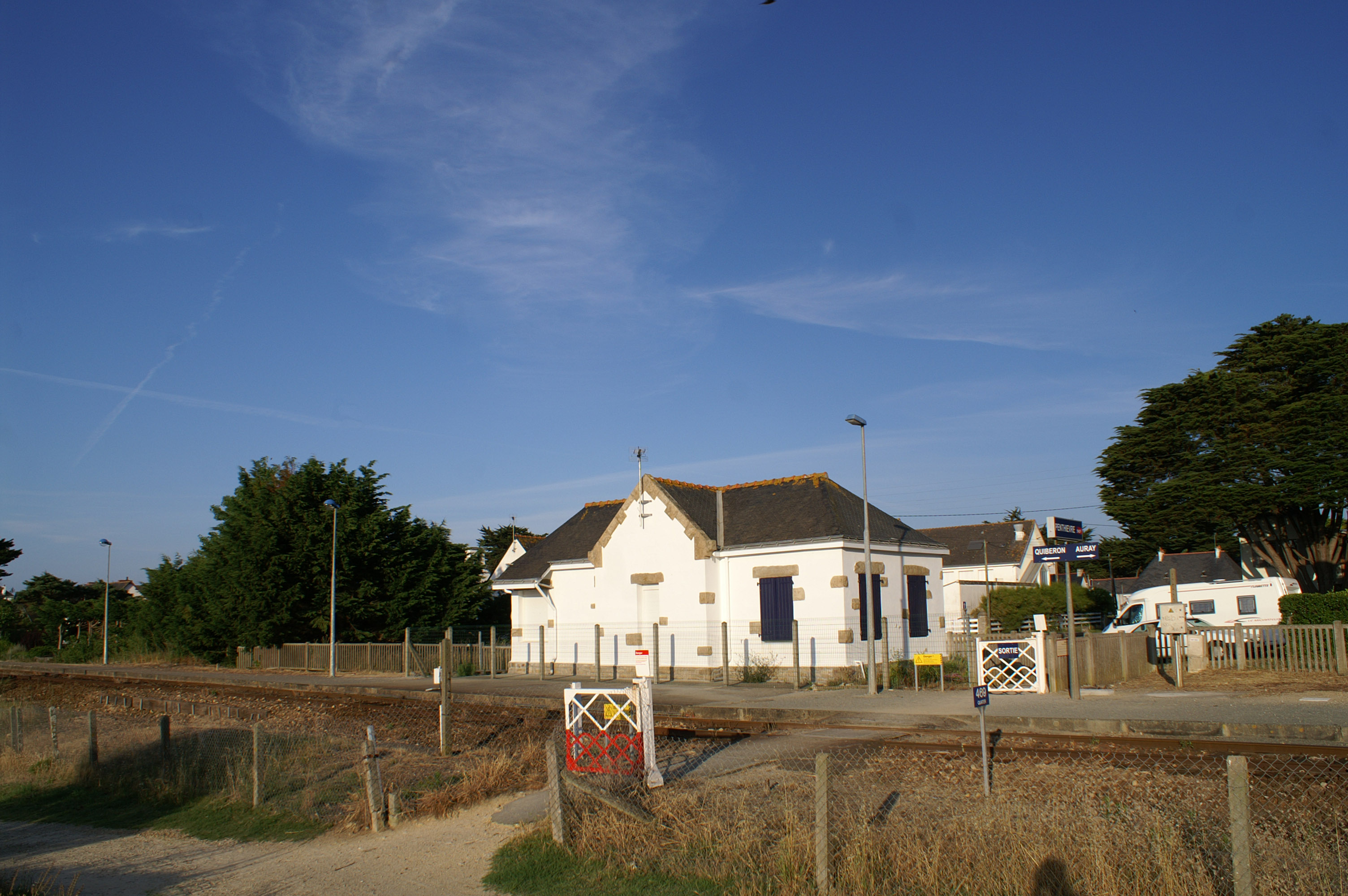
Accès et passage à niveau piéton.